# Christusgemeente
De Christusgemeente (voorheen: Vlaamse evangelische kerk) is een protestants kerkgebouw in de stad Antwerpen, gelegen aan Bexstraat 13.

## Geschiedenis
Het kerkgebouw is gesticht door de Belgische Christelijke Zendingskerk, sinds 1969 Hervormde Kerk van België en in 1978 opgenomen in de Verenigde Protestantse Kerk in België.
Genoemde Zendingskerk was sedert 1857 actief in Antwerpen en betrok in 1860 een kapel aan de Kommekensstraat, gelegen in het Schipperskwartier. Overlast van de buurt en bouwvalligheid van de kapel leidden tot behoefte aan een nieuwe kerk op een andere plaats. Hiertoe kon van de Deutsche Evangelische Gemeinde een perceel aan de Bexstraat worden overgenomen. Door Joseph Hertogs werd een kerk ontworpen die in 1893 werd gebouwd naast de, door dezelfde architect ontworpen, Duitse evangelische kerk. In 1968 bleek de torenspits bouwvallig en deze werd afgebroken. In 1978 werd de Duitse evangelische kerk afgebroken en bleef de Vlaamse evangelische kerk bestaan. In 1986 kreeg de toren een nieuwe spits.
In 2004 werd de kerk geklasseerd als monument.

## Gebouw
Het betreft een voor de protestantse eredienst ontworpen bakstenen kerk in neoromaanse stijl. Het is een zaalkerk op rechthoekige plattegrond. Op de hoek met de Florisstraat is een bescheiden toren aangebouwd.
De inrichting van de kerk is sober. Het belangrijkste element is de preekstoel.